# Лопатине
Лопатине (біл. Лапаціна) — село в Поколюбицькій сільській раді Гомельського району Гомельської області Республіки Білорусь. 

## Географія

### Розташування
За 2 км від залізничної станції Костюківка (на лінії Жлобин — Гомель), 5 км на північ від Гомеля.

## Транспортна мережа
На автодорозі Остров — Гомель. Планування складається із довгої прямолінійної, майже широтної вулиці, до якої з півночі приєднується коротка прямолінійна вулиця. Забудована двосторонньо, переважно дерев'яними будинками садибного типу.

## Історія

### У складі Великого князівства Литовського
За письмовими джерелами Лопатіно відоме з XVIII століття як село у Речицькому повіті Мінського воєводства Великого князівства Литовського.

### У складі Російської імперії
Після першого поділу Речі Посполитої (1772) у складі Російської імперії.

#### У володінні фельдмаршалів
У 1798 році в складі Богуславської економії Гомельського маєтку, у володінні фельдмаршала графа Петра Олександровича Рум'янцева-Задунайського, з 1834 — фельдмаршала князя Івана Федоровича Паскевича. 

#### У складі Поколюбицької волості
У 1885 році діяв хлібний магазин. Відповідно до перепису 1897 року була школа грамоти. У 1909 році 1683 десятин землі, церковнопарафіяльна школа, млин, у Поколюбицькій волості Гомельського повіту Могилівської губернії.

### У складі СРСР

#### Довоєнні роки
1926 року працювали поштовий пункт, школа. З 8 грудня 1926 року по 30 грудня 1927 року центр Лопатинської сільської ради Гомельського району Гомельського округу. У 1929 році організований колгосп «Лопатино», працював вітряк.

#### Німецько-радянська війна

##### Бої
Під час німецько-радянської війни німецькі окупанти 1943 року частково спалили село. Абдулла Гізатуллін 20 вересня 1943 року в бою за село відбив контратаку двох танків і піхоти ворога, і в подальшому наступі зі своїм відділенням придушив кулеметну точку супротивника, що заважала просуванню наших частин. Звільнено село 26 листопада 1943 року. На фронтах та у партизанській боротьбі загинули 179 жителів.

#### Повоєнні роки
У 1962 році до села приєднано селище Громовой.
У 1967 році біля школи встановлено скульптурну композицію на честь жителів, що загинули під час Другої світової війни.

### Республіка Білорусь
У селищі розташовані середня та музична школи, Будинок культури, бібліотека, фельдшерсько-акушерський пункт, 2 магазини, лазня, дитячий садок, відділення зв'язку.

## Населення

### Чисельність
- 2009 — 806 мешканців.